# I cancelli del buio
I cancelli del buio (Piemme Edizioni, 1 giugno 2015) è il primo romanzo per ragazzi della serie fantasy Ai confini di Aurion, scritta da Luca Azzolini. Segue la serie Nelle Terre di Aurion ed è il settimo nella cronologia generale della saga.

## Trama
Sono passati otto mesi dalla grande battaglia scoppiata tra l’Alleanza di Aurion e l’Esercito Oscuro, e le Terre di Aurion stanno pian piano ricostruendo ciò che era andato distrutto. Lux, grazie del nuovo Ordine dei Maghi (guidato nuovamente dal saggio e potentissimo Arcimago Yoria), sta tornando all’antica bellezza. Nuovi maghi e maghe accorrono vengono istruiti e tra loro c’è anche la giovane Mayra.
Una notte, però, in sogno, Mayra scorge un luogo lontano che ha già visto in precedenza: il Regno della Notte Eterna, e nella sua mente appare il viso di sua madre che sembra essere in grave pericolo di vita. La ragazza decide di parlarne con Dorian, che nel frattempo è diventato il più giovane re della storia delle Terre di Aurion, perché vuole partire con Kiki e raggiungere il Reame della Notte Eterna. 
Dorian però non è d'accordo con lei, ma questo non ferma Mayra che agendo di testa sua parte assieme a Kiki. Lungo il viaggio, Mayra troverà l’aiuto del giovane Kennard (un ragazzo saltimbanco che vive alla giornata), e assieme a lui varcherà gli oscuri Cancelli del Buio per affrontare i pericoli, i misteri e i mostri che li attendono al varco, prima fra tutte la mortale Idra dei Vulcani Neri, cavalcata dal perfido Barone del Buio, Lord Malagus…

## Edizioni
- Luca Azzolini, I cancelli del buio, Piemme Edizioni, 2015,  p. 180, ISBN 978-88-566-4645-0.